# Paris-Contres
Paris-Contres est une course cycliste d'un jour disputée pendant la période de l'Entre-deux-guerres de 1924 à 1938.
L'arrivée de la course se déroule au vélodrome du Champ de foire à Contres dans le département de Loir-et-Cher en France.

## Palmarès
| Année | Vainqueur          | Deuxième           | Troisième        |
| ----- | ------------------ | ------------------ | ---------------- |
| 1924  | Georges Detreille  | Marcel Godard      | Marcel Colleu    |
| 1925  | Gabriel Marcillac  | Maurice Ville      | Jules Matton     |
| 1926  | Auguste Robineau   | P. Dreux           | Julien Perrain   |
| 1927  | Arsène Alancourt   | Honoré Barthélémy  | Ernest Neuhard   |
| 1928  | Maurice Ville      | Roger Bisseron     | René Deguai      |
| 1929  | Ernest Neuhard     | Jules Merviel      | Marcel Gobillot  |
| 1930  | René Deguai        | Henri Deudon       | Albert Gabard    |
| 1931  | Raymond Louviot    | Hubert Jolivet     | Léon Louyet      |
| 1932  | André Vanderdonckt | Louis Thiétard     | Raymond Louviot  |
| 1933  | André Vanderdonckt | Albert Gabard      | Henri Bergerioux |
| 1934  | Robert Charpentier | René Durin         | Georges Peuziat  |
| 1935  | Léon Level         | André Tribouillard | Georges Peuziat  |
| 1936  | Raymond Passat     | Dante Franzil      | Bertrand         |
| 1937  | Marcel Laurent     | Georges Pothier    | Giacomo Bardelli |
| 1938  | Edmond Browaeys    | Gaetano Bellon     | Gaston Grimbert  |